# Ван Антум, Аарт

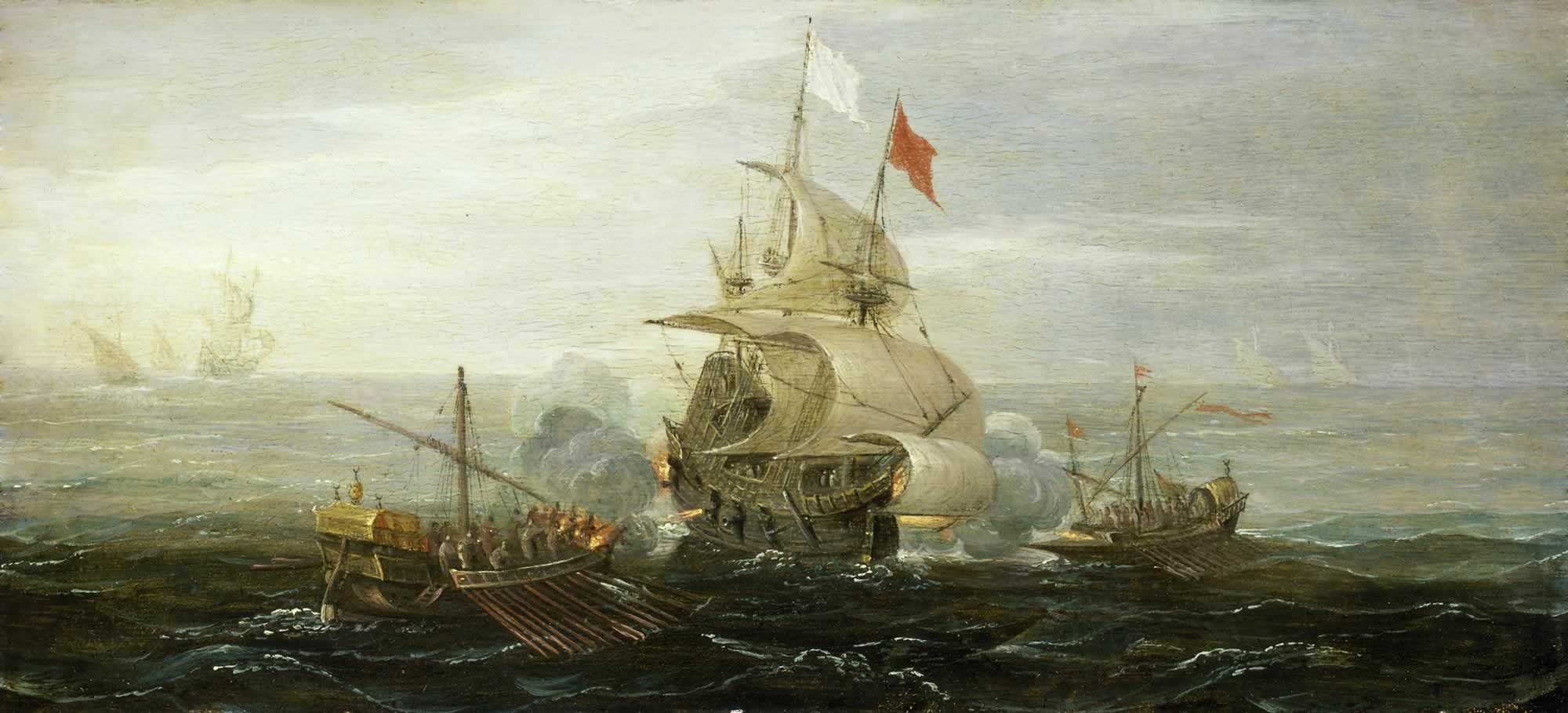
Аарт ван Антум. Атака берберийских пиратов на французский корабль

Арт Антонис, также известный как Аарт ван Антум (нидерл. Aert Anthonisz, около 1580 в Антверпене — 7 сентября 1620 в Амстердаме) — нидерландский художник — маринист южнонидерландского происхождения.
Его семья переехала в 1591 году в Амстердам.
Аарт ван Антум — малоизвестный художник, работавший в Амстердаме в 1604—1618 гг., вероятно, ученик голландского художника Корнелиса Врома. Он был одним из первых художников — маринистов.
До наших дней сохранилось несколько работ А. ван Антума. Они отмечены реализмом и вниманием автора к передаче деталей.
Имел сына, Хендрика ван Антониссена (1605—1656) также художника — мариниста.
Похоронен в Амстердаме.
Работы художника находятся в частных коллекциях и ряде художественных музеев : в Берлинской картинной галерее, Национальном музее в Варшаве, Государственном музее Амстердама.